# Charles Moore
Charles Moore (Dundee, 10 de maio de 1820 - Paddington, 30 de abril de 1905) foi um botânico britânico, de origem escocesa.

## Biografia
Filho de Charles Muir e Helen Rattray, irmão do botânico e diretor do jardim botânico de Galsnevin, David Moore (1808-1879), Charles estudou em Dundee. A família Muir instalou-se na Irlanda por volta de 1838 e, posteriormente, mudou o nome para Moore. Depois, Charles estudou em Dublin.
Charles Moore trabalhou como botânico na Irlanda, nos Jardins Botânicos reais de Kew. Com as recomendações de John Lindley (1799-1865) e John Stevens Henslow (1795-1861), foi nomeado diretor do jardim botânico da colónia de Sydney.